# Acanthomyops plumopilosus
Acanthomyops plumopilosus är en myrart som först beskrevs av William F. Buren 1941.  Acanthomyops plumopilosus ingår i släktet Acanthomyops och familjen myror. Inga underarter finns listade i Catalogue of Life.